# Cerkev svatého Kosmy a Damiána (Lukov)
Cerkev svatého Kosmy a Damiána v Lukově je řeckokatolická cerkev ve slovenské obci Lukov v okrese Bardejov na Slovensku.

## Historie a popis
Cerkev je postavena v západní části obce. Podle tradice byla postavena v letech 1708–1709 a v roce 1740 opravena, podle jiného zdroje byla v roce 1740 teprve postavena. V pozdějších letech byla přestavěna (zakrytí presbytáře, posunutí věže směrem na západ). Patří ke starší variantě severozápadního typu dřevěných lemkovských pravoslavných chrámů.
Cerkev byla postavena na kopci nad obcí, na poměrně strmém svahu vyžadujícím vysokou kamennou podezdívku plnící funkci suterénu. Cerkev je orientovaná (kněžiště na východní straně), dřevěné roubené konstrukce, krytá šindelem. Loď je obdélníkového půdorysu, s vnitřně odděleným babincem, jehož horní část je nižší než loď; v prodloužení lodi se nalézá věž kůlové konstrukce se šikmými stěnami krytými šindelem, s kněžištěm zakončeným štíhlou osmibokou stanovou kopulí. Nad lodí je stanová kopule, prolomená v bocích, zakončená střechou podobnou té na věži. Zbývající místnosti jsou zastřešeny sedlovými střechami, z nichž na hřebeni nad kněžištěm vyčnívá malá věžička se štíhlou cibulovou bání. Všechny tři střechy jsou zakončeny kovanými železnými kříži.

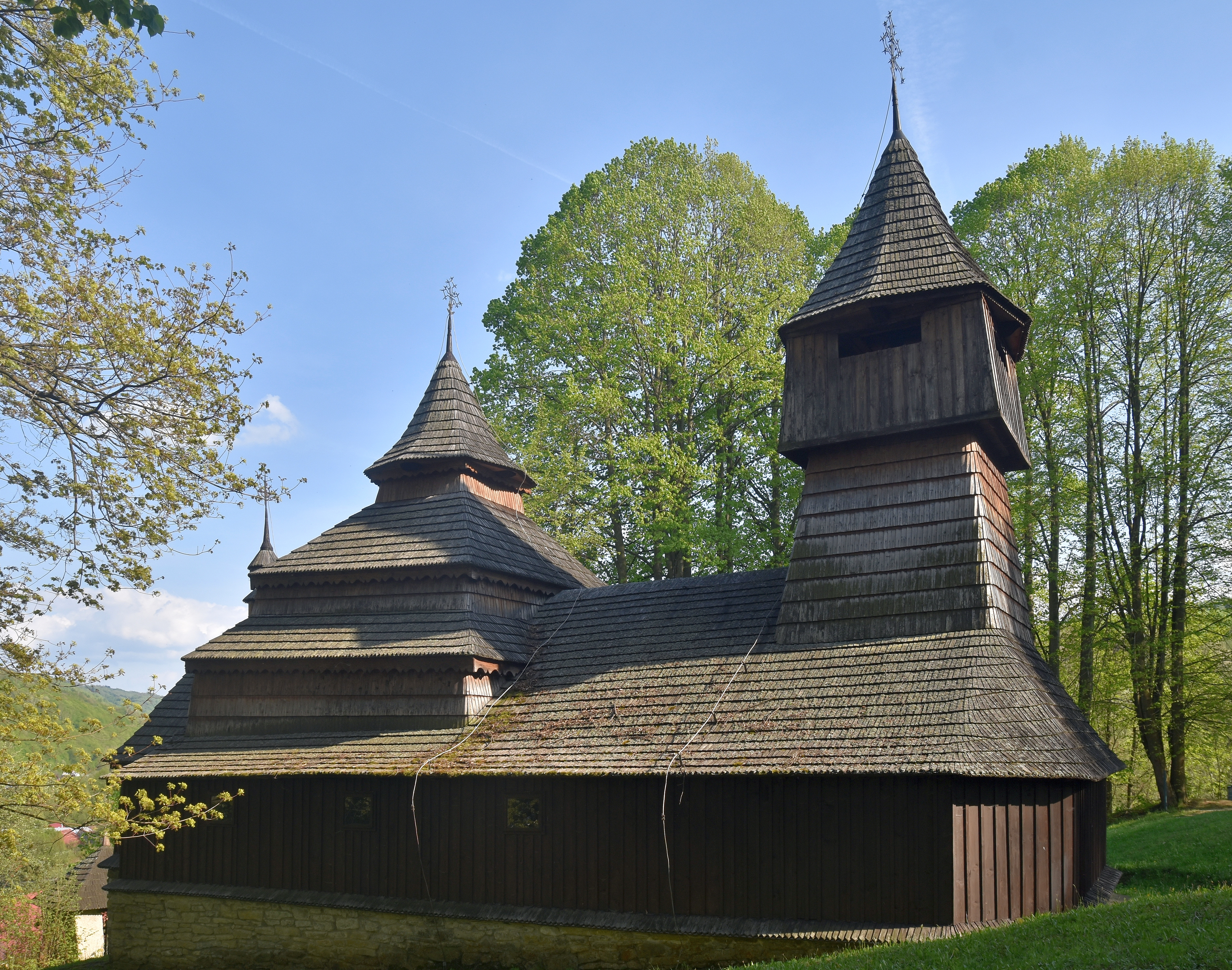
Boční průčelí
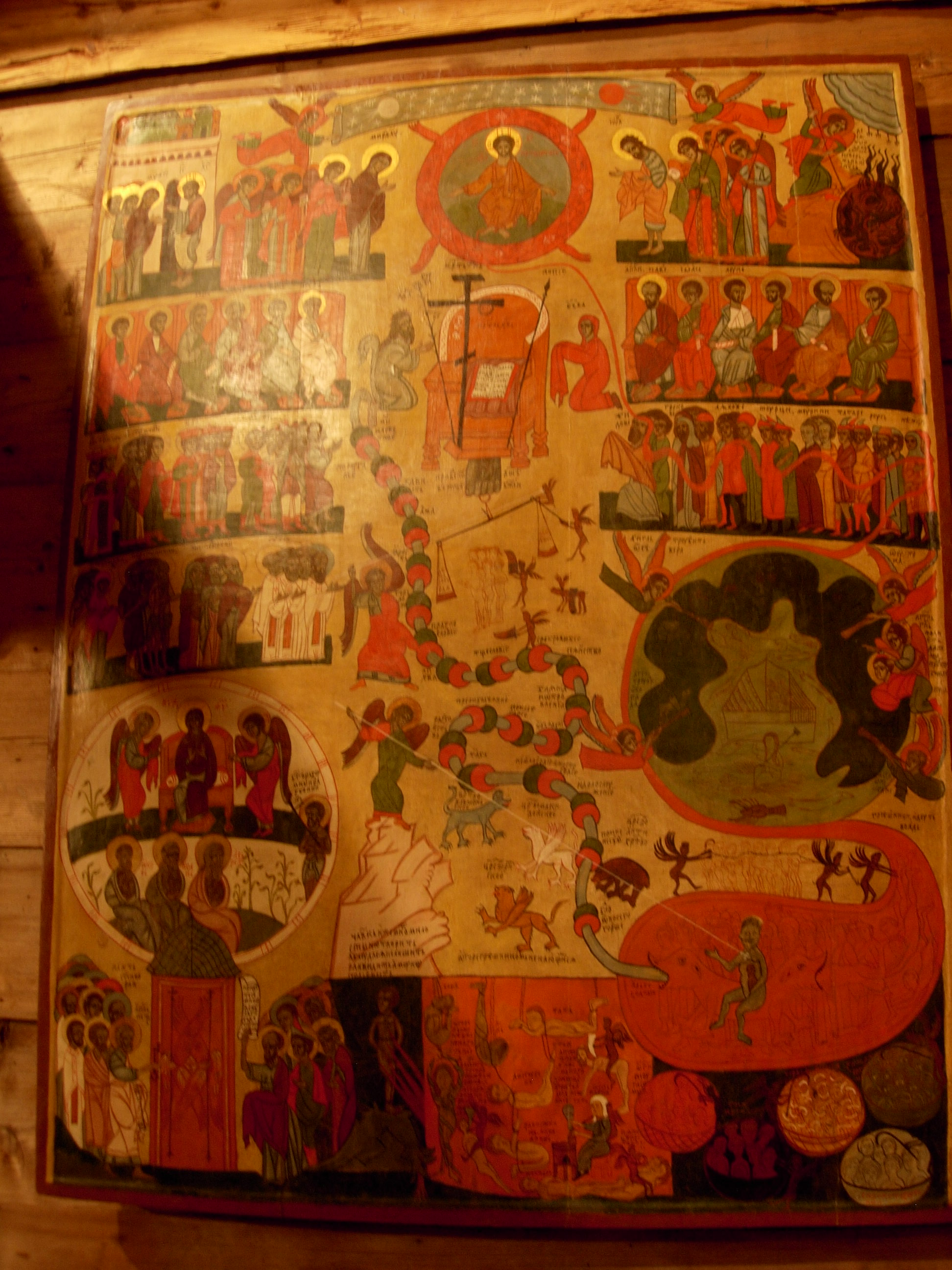
Interiér
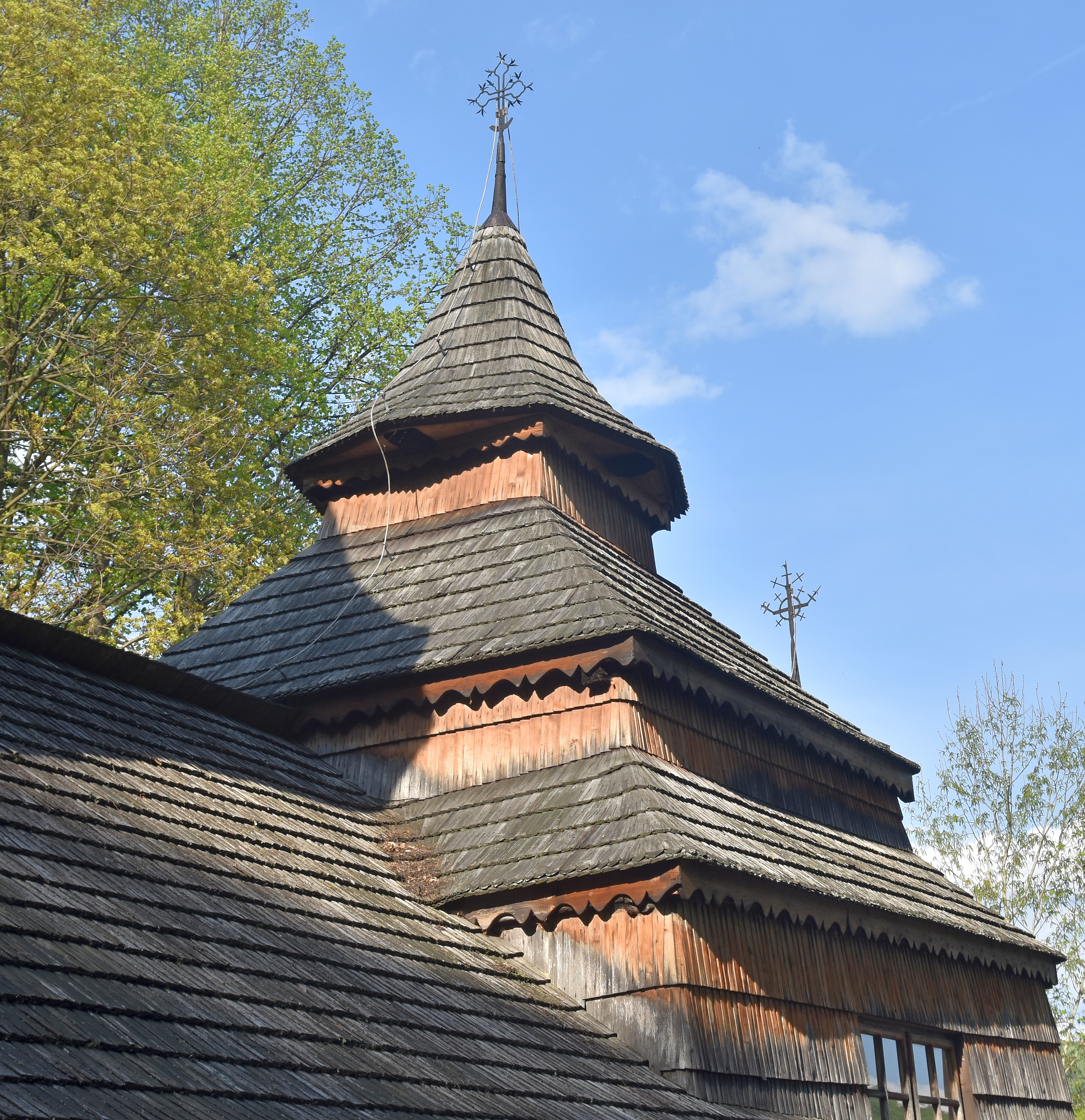
Věž
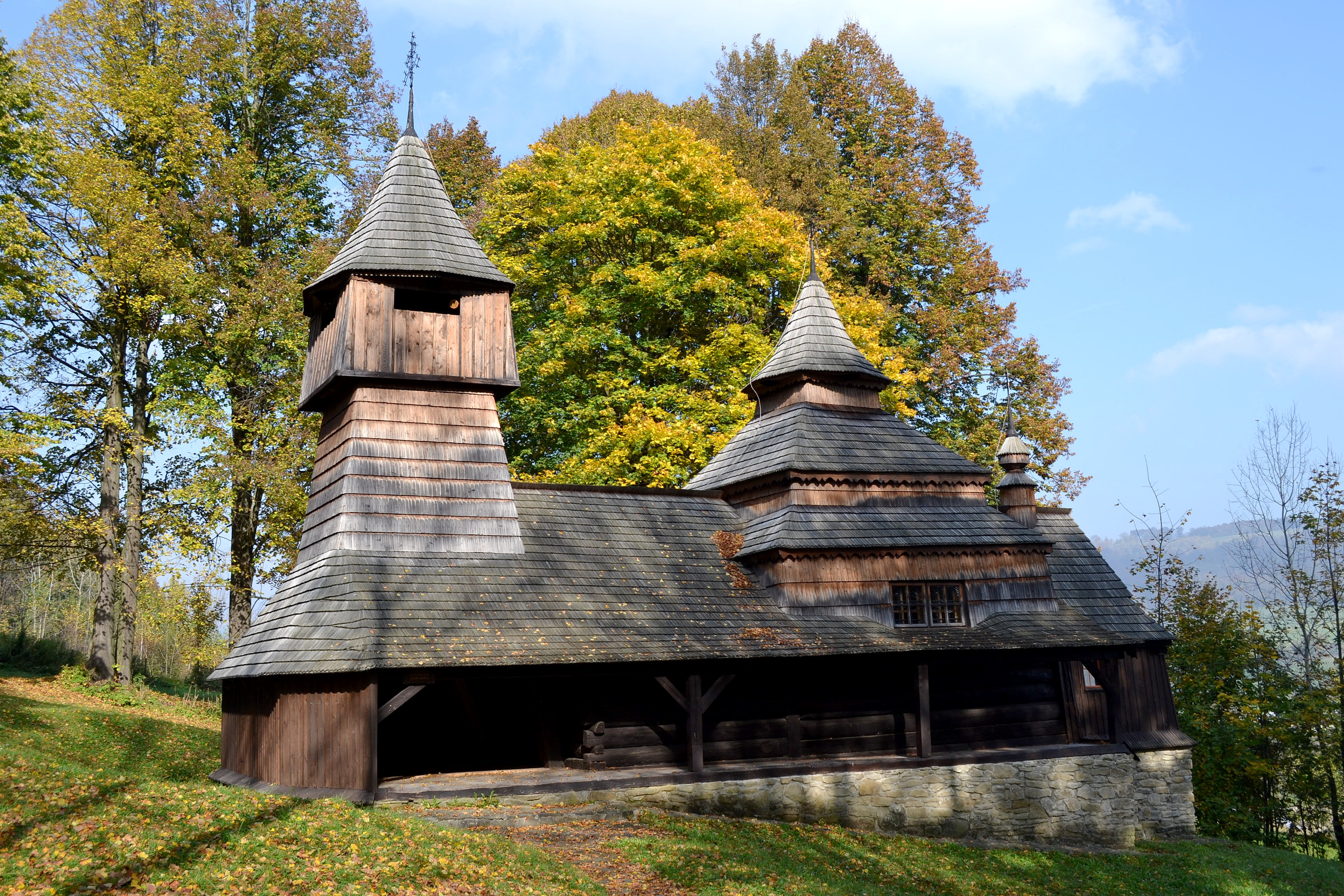
Pohledy na cerkev
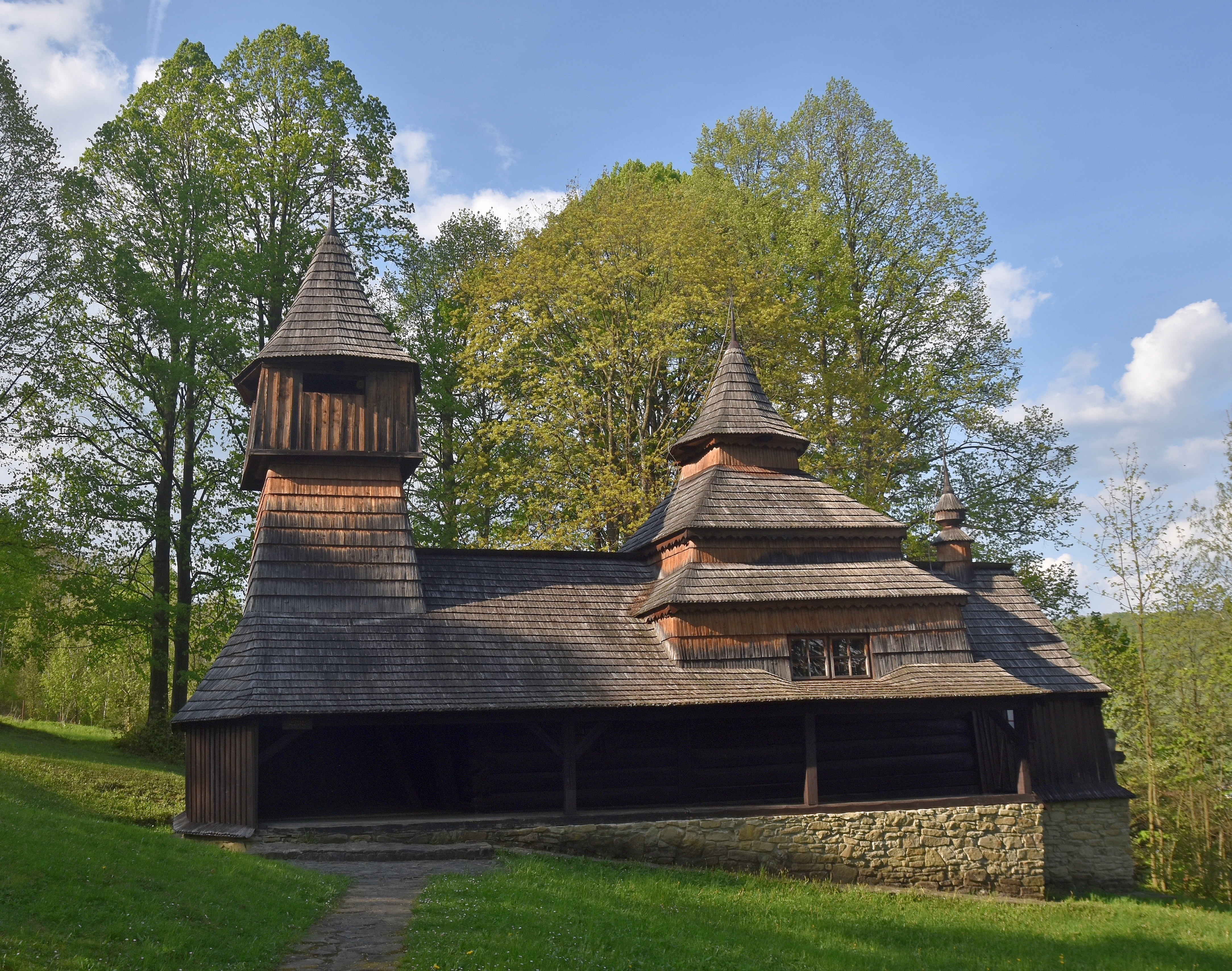
Pohledy na cerkev
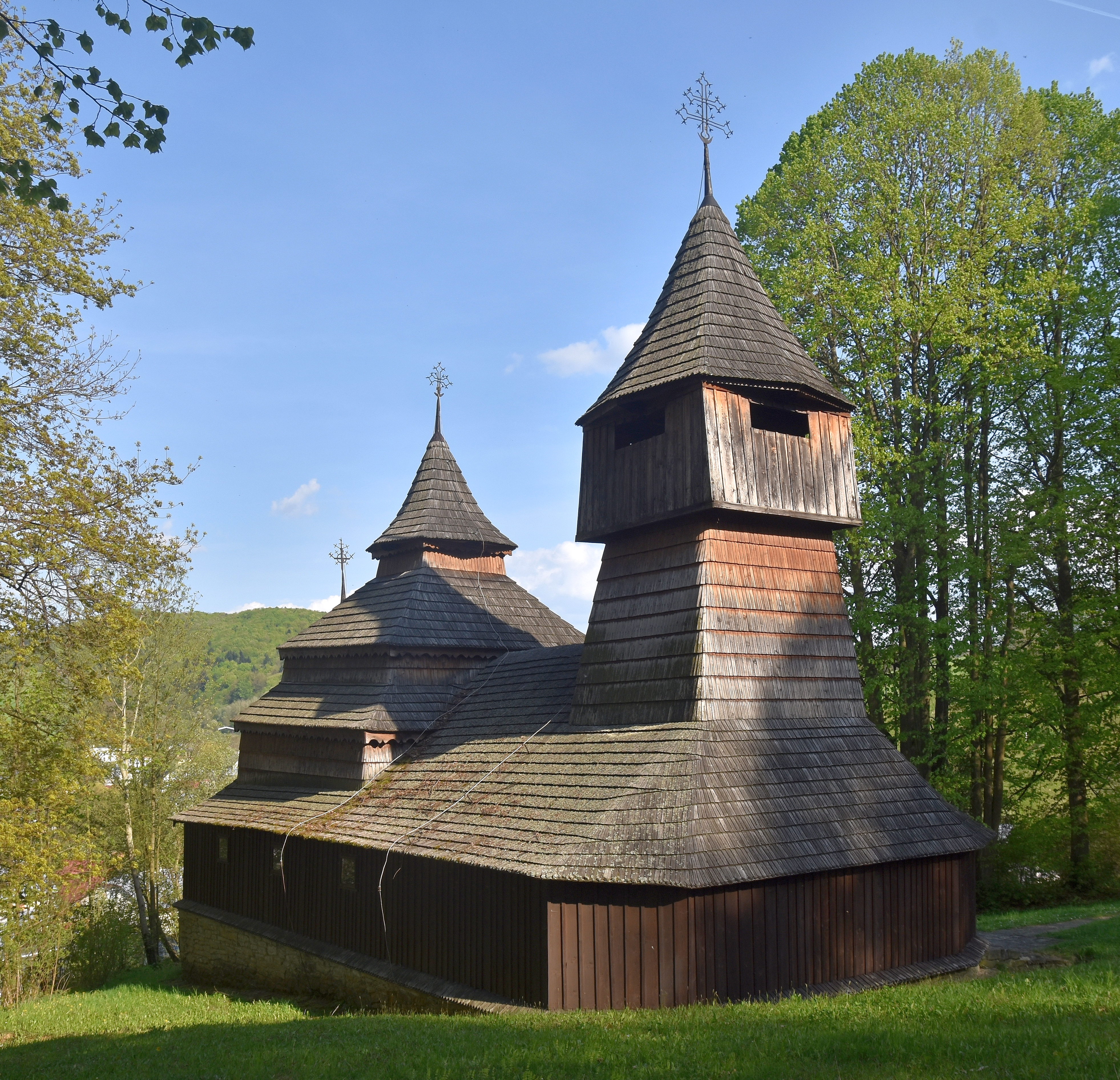
Pohledy na cerkev

Přízemí věže, otevřené na jižní straně, přechází v úzkou kruchtu, která probíhá podél jižních stěn kněžiště a lodi pod okapy střech. Na západní a severní straně je přízemí věže, stejně jako kněžiště a komora věže, svisle bedněno. Místnost ve věži (kruchta) je v horní části otevřená, krytá pouze prkennou podlahou komory. Stropy nad kněžištěm a babincem jsou trámové.
Uvnitř cerkvi se nalézá ikonostas z 18. století a cenné ikony ze 16. a 17. století. Ikony ikonostasu napsal v roce 1736 Andrej Gajecký. Zvony pocházejí z let 1755 a 1886.
Těsně pod chrámem se nachází kamenná brána krytá šindelovou střechou – pravděpodobně pozůstatek někdejšího ohrazení objektu.